# Dicranostyles holostyla
Dicranostyles holostyla är en vindeväxtart som beskrevs av Adolpho Ducke. Dicranostyles holostyla ingår i släktet Dicranostyles och familjen vindeväxter. Inga underarter finns listade i Catalogue of Life.